# 紹埃鄉

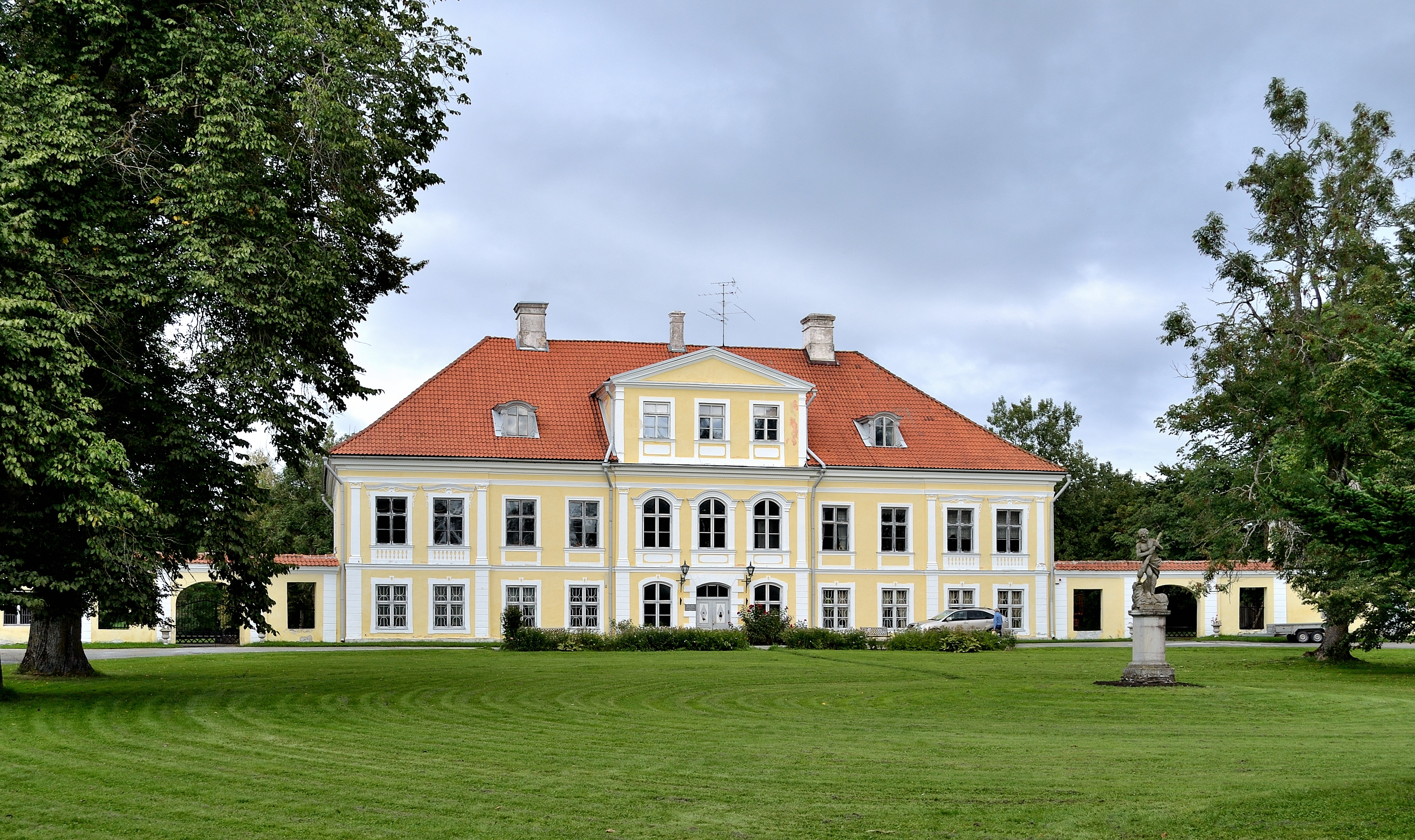
绍埃庄园

紹埃鄉，曾是愛沙尼亞哈爾尤縣的一個鄉村型市镇，位於該國北部，行政中心設於拉格里，始建於1918年，面積196平方公里，2012年人口9,802，人口密度每平方公里50人。
2017年爱沙尼亚行政改革后，紹埃市镇、紹埃市、克尔努市镇及尼西市镇合并称为新的绍埃市镇。
59°21′N 24°36′E / 59.35°N 24.6°E